# Одинокие сердца (сезон 4)
«Одинокие сердца» — молодёжный американский сериал о юноше из неблагополучного района, волею судьбы оказавшемся в престижном Оранжевом округе. Действие сериала разворачивается в привилегированном обществе курорта Ньюпорт Бич в Калифорнии. Главного героя — шестнадцатилетнего юношу с криминальным прошлым — приглашает на время в свою семью государственный защитник, проживающий в округе Оранж.

## Сюжет
Сезон начинается с того, как каждый из героев справляется со смертью Мариссы. Райан уходит из дома Коэнов и работает в каком-то подозрительном баре, по ночам он участвует в боях без правил, чтобы выплеснуть гнев. Саммер начинает учиться в Университете Браун, где с головой уходит в борьбу за экологию и избегает общения с Сетом, который остается в Ньюпорте и находит работу в магазине комиксов. Младшая сестра Мариссы Кэйтлин возвращается в Ньюпорт и начинает посещать Харбор. Джулли, тем временем, нанимает частного детектива, чтобы разыскать Волчка, который сбежал в Мексику. Она планирует сделать так, чтобы Райан взял на себя месть Волчеку, скорее всего убив того. В конечном счёте, с помощью Сета и Сэнди Райан находит Волчка, но справляется с собой, не убивает его, а сдает властям.
Райан возвращается к Коэнам. Тем временем, Тэйлор Тоунсенд, которая, как все думают, находится в Париже, посещая Сорбонну, тайно возвращается в Ньюпорт после импульсивного бракосочетания с французским аристократом. Муж отказывается предоставить ей развод. Райан помогает Тейлор, изображая из себя её возлюбленного и заставляет её мужа согласиться на развод. После этого Тейлор и Райан начинают романтические отношения. В Рождествуку Райан получает письмо от Мариссы (она написала это перед своим отъездом, но письмо затерялось на почте), в котором говорится, что она все ещё любит его, но уезжает, чтобы они могли оба идти дальше. Он наконец понимает, что  никогда не забудет Мариссу, однако он должен будет идти дальше, таким образом он наконец говорит «до свидания, Марисса».
После выпуска кроликов из лаборатории, учёба Саммер, решением администрации Брауна, приостановлена на семестр, и Саммер возвращается в Калифорнию, где она и Сет после множества проблем урегулируют свои отношения.
Джулли Купер начинает отношения с богатым техасским бизнесменом — Гордоном Буллитом, однако, скоро она влюбляется в биологического отца Райана Френка, который был освобожден из тюрьмы.
Скоро становится известно, что Кирстен вновь беременна, и они с Сенди сомневаются, является ли Ньюпорт правильным местом для воспитания ребенка. В Ньюпорте случается мощное землетрясение и дом Коэнов поврежден и не подлежит ремонту. Райан и Сет едут в Беркли (там Коэны жили до переезда в Ньюпорт и там они были счастливы), чтобы убедить веселую пару геев, которые живут в их старом доме, чтобы те продали дом им. Кирстен рожает дочку. На свадьбе с Буллитом Джулли заявляет: «я не могу сделать этого без Кики», и свадьба, таким образом, переносится в Беркли, чтобы Кирстен могла быть там. Однако, сомневавшаяся до сих пор Джулли наконец решает остаться одной и вырастить её мальчика (она тоже беременна и, видимо, от Френка) самой с Кейтлин. Свадьба расстраивается. После наблюдения всего, что случилось в доме, хозяева решают продать дом Коэнам. Райан и Тэйлор начинают отношения снова, когда понимают, что любовь друг к другу у них все ещё есть.
Проходит несколько лет. Сет и Саммер наконец женятся. Тэйлор и Райн присутствуют на их свадьбе (вместе ли они — это решает каждый зритель сам).  Джули Купер заканчивает колледж и на вручении дипломов мы видим Кейтлин, Френка и  их с Джули маленького сыночка( брата Райана). Счастливая семья.
Райан, как и мечтал, становится архитектором, показывают, как он выходит со стройки, разговаривая по телефону, и видит подростка с велосипедом, сидящего на обочине. Райан спрашивает мальчика: «Эй, помощь нужна?». Ребёнок поднимает глаза и затем отводит взгляд.

## В ролях
- Питер Галлахер в роли Сэнди Коена
- Келли Роуэн в роли Кирстен Коен
- Бенжамин Маккензи в роли Райана Этвуда
- Адам Броди в роли Сэта Коена
- Мелинда Кларк  в роли Джули Купер
- Рэйчел Билсон в роли Саммер Робертс
- Отем Ризер в роли Тейлор Таунсенд
- Уилла Холланд в роли Кэйтлин Купер

## Описание эпизодов
| Эпизод | Название                                                        | Дата выхода в эфир | Режиссёр      | Сценаристы                      |
| ------ | --------------------------------------------------------------- | ------------------ | ------------- | ------------------------------- |
|        |                                                                 |                    |               |                                 |
| 4x01   | The Avengers / Мстители                                         | 2 ноября 2006      | Йен Тойнтон   | Джош Шварц                      |
|        |                                                                 |                    |               |                                 |
|        |                                                                 |                    |               |                                 |
| 4x02   | The Gringos / Иностранцы                                        | 8 ноября 2006      | Патрик Норрис | Джон Стивен                     |
|        |                                                                 |                    |               |                                 |
|        |                                                                 |                    |               |                                 |
| 4x03   | The Cold Turkey / Холодная индейка                              | 9 ноября 2006      | Майкл Лэнг    | Джей Джей Филбин                |
|        |                                                                 |                    |               |                                 |
|        |                                                                 |                    |               |                                 |
| 4x04   | The Metamorphosis / Изменения                                   | 16 ноября 2006     | Норман Бакли  | Лайла Герштайн                  |
|        |                                                                 |                    |               |                                 |
|        |                                                                 |                    |               |                                 |
| 4x05   | The Sleeping Beauty / Спящая красавица                          | 30 ноября 2006     | Йен Тойнтон   | Джон Стивенс                    |
|        |                                                                 |                    |               |                                 |
|        |                                                                 |                    |               |                                 |
| 4x06   | The Summer Bummer / Лентяйка Саммер                             | 7 декабря 2006     | Майкл Лэнг    | Джош Шварц и Стэфани Саваж      |
|        |                                                                 |                    |               |                                 |
|        |                                                                 |                    |               |                                 |
| 4x07   | The Chrismukk-huh? / Рождествука?                               | 14 декабря 2006    | Йен Тойнтон   | Джей Джей Филбин и Джон Стивенс |
|        |                                                                 |                    |               |                                 |
|        |                                                                 |                    |               |                                 |
| 4x08   | The Earth Girls Are Easy / Земные девочки легко доступны        | 21 декабря 2006    | Норман Бакли  | Марк Фиш                        |
|        |                                                                 |                    |               |                                 |
|        |                                                                 |                    |               |                                 |
| 4x09   | The My Two Dads / Два моих папы                                 | 4 января 2007      | Майкл Шульц   | Джош Шварц и Стэфани Саваж      |
|        |                                                                 |                    |               |                                 |
|        |                                                                 |                    |               |                                 |
| 4x10   | The French Connection / Французский связной                     | 11 января 2007     | Джон Стивенс  | Джей Джей Филбин                |
|        |                                                                 |                    |               |                                 |
|        |                                                                 |                    |               |                                 |
| 4x11   | The Dream Lover / Мечты о любви                                 | 18 января 2007     | Патрик Норрис | Лайла Герштайн                  |
|        |                                                                 |                    |               |                                 |
|        |                                                                 |                    |               |                                 |
| 4x12   | The Groundhog Day / День сурка                                  | 25 января 2007     | Йен Тойнтон   | Марк Фиш                        |
|        |                                                                 |                    |               |                                 |
|        |                                                                 |                    |               |                                 |
| 4x13   | The Case Of Ohe Franks / Дело двух франков                      | 1 февраля 2007     | Норман Бакли  | Джей Джей Филбин                |
|        |                                                                 |                    |               |                                 |
|        |                                                                 |                    |               |                                 |
| 4x14   | The Shake Up / Встряска                                         | 8 февраля 2007     | Йен Тойнтон   | Джон Стивен                     |
|        |                                                                 |                    |               |                                 |
|        |                                                                 |                    |               |                                 |
| 4x15   | The Night Moves / Движенье в темноте                            | 15 февраля 2007    | Патрик Норрис | Стэфани Саваж                   |
|        |                                                                 |                    |               |                                 |
|        |                                                                 |                    |               |                                 |
| 4x16   | The End's Not Near, It's Here / Конец не близок... Он уже здесь | 22 февраля 2007    | Йен Тойнтон   | Джош Шварц                      |
|        |                                                                 |                    |               |                                 |
|        |                                                                 |                    |               |                                 |